# Hiéroglyphe égyptien M3
Pour les articles homonymes, voir Branche.
La branche, en hiéroglyphes égyptiens, est classifiée dans la  section M « Arbres et plantes » de la liste de Gardiner ; cet hiéroglyphe y est noté M3.

## Représentation
Il représente une branche d'arbre sans feuille. Le nombre de rameaux et leurs positions peut varier. Il est translittéré ḫt.

## Utilisation
| M3 · t · Z1 |

| M3 · t · Z1 |

d'où découle sa fonction en tant que phonogramme bilitère de valeur ḫt.

C'est un déterminatif du champ lexical du bois et des objets fait de ce dernier.
| D · a · r | M3 | D54 |

| D · a · r | M3 | D54 |

| D · a | M3 |

| D · a | M3 |

| D · a | M3 |

| D · a | M3 |

(le poisson) ». Probablement par corruption d'un ancien signe représentant un harpon.

## Exemples de mots
| n · M3 · x · t | A24 |

| n · M3 · x · t | A24 |

| U13 | n · y | M3 |

| U13 | n · y | M3 |

| i | s | p · t · M3 |

| i | s | p · t · M3 |